# 70e parallèle sud
Pour les articles homonymes, voir 70e parallèle.
En géographie, le 70e parallèle sud est le parallèle joignant les points de la surface de la Terre dont la latitude est égale à 70° sud.

## Géographie

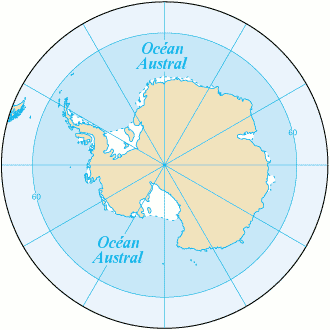
Carte terrestre (projection polaire centrée sur le pôle sud) indiquant l'océan Austral en bleu foncé. Le sud coupant en plusieurs points l'océan Austral.

### Dimensions
Dans le système géodésique WGS 84, au niveau de 70° de latitude sud, un degré de longitude équivaut à 38,187 km ; la longueur totale du parallèle est donc de 13 747 km, soit environ 34,5 % de celle de l'équateur. Il en est distant de 7 769 km et du pôle Sud de 2 233 km,.

### Régions traversées
Le 70e parallèle sud coupe l'Antarctique en plusieurs points ; les terres émergées représentent plus du tiers de son parcours. Le reste du parallèle survole l'océan Austral, au-dessus la mer de Ross, de la mer d'Amundsen ou encore de la mer de Weddell.
En général, les mers situées au sud de ce parallèle sont gelées ; elle contiennent les deux grandes barrières de glace du continent : celle de Ross et celle de Weddell. L'été, certains endroits dégèlent et rendent la navigation possible en brise-glace, permettant l'accès à l'île de Ross et la base McMurdo, pourtant largement au sud.
Le tableau ci-dessous résume les différentes zones traversées par le parallèle :
| Zone          | Début                 | Fin                   | Longueur (km) |
| ------------- | --------------------- | --------------------- | ------------- |
| Océan Austral | 70° 00′ S, 62° 12′ O  | 70° 00′ S, 15° 59′ E  | 2 986         |
| Antarctique   | 70° 00′ S, 15° 59′ E  | 70° 00′ S, 16° 14′ E  | 10            |
| Océan Austral | 70° 00′ S, 16° 14′ E  | 70° 00′ S, 32° 43′ E  | 629           |
| Antarctique   | 70° 00′ S, 32° 43′ E  | 70° 00′ S, 38° 27′ E  | 219           |
| Océan Austral | 70° 00′ S, 38° 27′ E  | 70° 00′ S, 38° 45′ E  | 11            |
| Antarctique   | 70° 00′ S, 38° 45′ E  | 70° 00′ S, 68° 43′ E  | 1 144         |
| Océan Austral | 70° 00′ S, 68° 43′ E  | 70° 00′ S, 72° 56′ E  | 161           |
| Antarctique   | 70° 00′ S, 72° 56′ E  | 70° 00′ S, 160° 21′ E | 3 338         |
| Océan Austral | 70° 00′ S, 160° 21′ E | 70° 00′ S, 75° 58′ O  | 4 723         |
| Antarctique   | 70° 00′ S, 75° 58′ O  | 70° 00′ S, 74° 47′ O  | 45            |
| Océan Austral | 70° 00′ S, 74° 47′ O  | 70° 00′ S, 71° 50′ O  | 113           |
| Antarctique   | 70° 00′ S, 71° 50′ O  | 70° 00′ S, 69° 09′ O  | 102           |
| Océan Austral | 70° 00′ S, 69° 09′ O  | 70° 00′ S, 68° 30′ O  | 25            |
| Antarctique   | 70° 00′ S, 68° 30′ O  | 70° 00′ S, 62° 12′ O  | 241           |
| Océan Austral | 70° 00′ S, 62° 12′ O  | 70° 00′ S, 15° 59′ E  | 2 986         |

## Navigation
Le 70e parallèle est quasiment innavigable à cause de la banquise omniprésente l'hiver et souvent présente l'été, donc on ne lui donne pas de noms. On peut le surnommer "glacé" à cause des glaces. Néanmoins, Philippe Monnet avait prévu de descendre jusqu'à ce parallèle lors de son tour du monde à l'envers mais fut obligé de remonter entouré d'icebergs à 65°S. Cook fut le premier à aller au sud du Cercle Antarctique et descendit dans les 70es (71°S environ où il rencontra la banquise).